# Луїс Роман Ролон
Луїс Роман Ролон (англ. Luis Román Rolón, 13 липня 1968) — пуерториканський професійний боксер, чемпіон Панамериканських ігор.

## Аматорська кар'єра
На чемпіонаті світу 1986 дійшов до фіналу.
- В 1/8 фіналу переміг Ншана Мунчяна (СРСР) — 4-1
- У чвертьфіналі переміг Рамазана Гул (Туреччина) — 5-0
- У півфіналі переміг О Кван Су (Південна Корея) — 4-1
- У фіналі програв Хуану Торрес Оделіну (Куба) — 0-5

Після чемпіонату через позитивну допінг-пробу, взяту під час змагань, був дискваліфікований і позбавлений медалі.
На Панамериканських іграх 1987 здобув три перемоги, зокрема у фіналі над Майклом Карбахалем (США), і став чемпіоном.
На Олімпійських іграх 1988 програв у першому бою Чатчай Сасакул (Таїланд).

## Професіональна кар'єра
Дебютував на профірингу 1989 року і впродовж одинадцяти років провів 24 бої.
26 липня 1998 року вийшов на бій проти чемпіона світу за версією IBF у найлегшій вазі американця Марка Джонсона і зазнав поразки одностайним рішенням суддів.